# Černík
Černík (Hongaars:Csornok) is een Slowaakse gemeente in de regio Nitra, en maakt deel uit van het district Nové Zámky.
Černík telt 1012 inwoners.